# Christendom in Taiwan
Christenen vormen circa 3,9% van de Taiwanese bevolking. Ongeveer de helft van de Taiwanese christenen is katholiek, terwijl protestanten de andere helft vormen. Ondanks de status als minderheid, hebben christenen een bovenproportionele invloed gehad op de cultuur en de ontwikkeling van het eiland, zoals geïllustreerd door personen als George Leslie Mackay (presbyteriaan) and Nitobe Inazō (methodist, later quaker). Meerdere presidenten van Taiwan waren christen, waaronder Chiang Kai-shek en Chiang Ching-kuo (beiden methodist) als ook Lee Teng-hui (presbyteriaan). Voormalig president Ma Ying-jeou zou katholiek gedoopt zijn in zijn vroege tienerjaren, maar identificeert zich niet met die religie. De Presbyteriaanse Kerk in Taiwan is een belangrijke ondersteuner van mensenrechten en van de Democratische vooruitgangspartij, een standpunt dat in tegenstelling staat tot dat van veel van bovengenoemde politici.

## Geschiedenis
Het door de Nederlanders in de zeventiende eeuw geïntroduceerde protestantisme werd in 1661 door Koxinga uit Taiwan verdreven en had geen blijvende invloed. In de jaren 1860 keerden de Spaanse dominicanen terug, en arriveerden presbyteriaanse zendelingen uit Engeland en Canada. Een van hen, de van oorsprong Canadese George Leslie Mackay, stichtte de eerste universiteit en het eerste ziekenhuis van het eiland.
Tijdens de Japanse tijd (1895-1945) waren geen nieuwe zendings- en missieactiviteiten toegestaan, met als resultaat dat het katholicisme en het presbyterianisme de grootste christelijke stromingen bleven in Taiwan. In 1949 vond er een instroom plaats van christenen van verschillende stromingen die het Kwomintangleger volgden naar Taiwan. Tijdens de dictatuur van Chiang Kai-shek en zijn zoon Chiang Ching-kuo sprak de Presbyteriaanse Kerk in Taiwan zich uit voor de bescherming van democratie, mensenrechten en een Taiwanese identiteit. Het aantal stromingen en onafhankelijke kerken nam sterk toe gedurende de jaren 1980.
Een groot deel van de Taiwanese aboriginals is aanhanger van het christendom.